# Крутенькое (Васильковский район)
Крутенькое (укр. Крутеньке) — село,
Зеленогайский сельский совет,
Васильковский район,
Днепропетровская область,
Украина.
Код КОАТУУ — 1220785505. Население по переписи 2001 года составляло 75 человек.

## Географическое положение
Село Крутенькое находится в 3-х км от правого берега реки Чаплина,
на расстоянии в 1,5 км расположены сёла Тараново и Долгое.
По селу протекает пересыхающий ручей с запрудой.